# Xiphopteris sikkimensis
Xiphopteris sikkimensis là một loài dương xỉ trong họ Polypodiaceae. Loài này được Hieron. Copel. mô tả khoa học đầu tiên năm 1947.